# Ковтенюк Олексій Петрович
Олексій Петрович Ковтенюк (30 березня 1951) — радянський хокеїст, воротар.

## Спортивна кар'єра
Вихованець московського «Спартака». Виступав за команди «Динамо» (Київ), «Крила Рад» (Москва), «Сокіл» (Київ), «Хімік» (Воскресенськ, Московська область). У сезоні 1972-73 його «Крила Рад» стали бронзовим медалістом чемпіонату СРСР, але відповідно до регламенту проведеня змагань Олексій Ковтенюк залишився без медалі, бо провів замалу кількість ігор. Всього у чемпіонаті СРСР провів близько 200 ігор, і тому числі у вищій лізі — 27.

## Статистика
| Сезон                | Команда                | Ліга                 | І    | ПШ |
| -------------------- | ---------------------- | -------------------- | ---- | -- |
| 1967-68              | «Динамо» (Київ)        | вища                 | 1    |    |
| 1968-69              | «Динамо» (Київ)        | вища                 | 0    |    |
| 1968-69              | «Динамо» (Київ)        | перехідна            | 1+   |    |
| 1969-70              | «Динамо» (Київ)        | вища                 | 10   |    |
| 1970-71              | «Динамо» (Київ)        | перша                | 48   |    |
| 1971-72              | «Динамо» (Київ)        | перша                | 47   |    |
| 1972-73              | «Динамо» (Київ)        | перша                | 0    | 0  |
| 1972-73              | «Крила Рад» (Москва)   | вища                 | 5    | 13 |
| 1973-74              | «Сокіл» (Київ)         | перша                | 28   |    |
| 1974-75              | «Сокіл» (Київ)         | перша                | 48   |    |
| 1975-76              | «Хімік» (Воскресенськ) | вища                 | 11   |    |
| 1976-77              | «Хімік» (Воскресенськ) | вища                 | 0    | 0  |
| Всього в першій лізі | Всього в першій лізі   | Всього в першій лізі | 172+ |    |
| Всього у вищій лізі  | Всього у вищій лізі    | Всього у вищій лізі  | 27   |    |